# Thilo Scheller
Thilo Scheller (* 3. Dezember 1897 in Wittingen; † 1979) war ein deutscher Lehrer und Schriftsteller.

## Leben und Wirken
Nach dem Schulbesuch nahm er eine Ausbildung zum Lehrer auf und wurde er Mittelschullehrer. Er schloss sich zum 1. Mai 1937 der NSDAP an und wurde Oberstfeldmeister in der Reichsleitung des Reichsarbeitsdienstes (RAD). Als solcher gab er das „Liederbuch des Reichsarbeitsdienstes“ in mehreren Auflagen heraus. Er galt als Schöpfer der Feierstunden des RAD und war Beauftragter für die Gestaltung der sogenannten Lebensfeiern in der Reichsleitung der NSDAP.

## Ehrungen
1943: Hermann-Löns-Preis für den Roman „Klaus Störtebeker, Gottes Freund und aller Welt Feind“

## Werke (Auswahl)
- Vom singenden Blut. Eine Spielmannsmäre. Wittingen 1921.
- Turnertum in Heldensang und Heldensage. Dresden-A. 1926.
- Ein Büchlein, darin mit Bildern und Worten das Leben, Treiben und Sterben der Landsknechte in Druck gebracht ist. Wittingen 1926.
- Waldlager. Leipzig 1927.
- Geländespiele für die deutsche Jugend. Quelle & Meyer, Leipzig 1928.
- Spielen, Tummeln, Turnen an Barren, Pferd, Bock, Kasten und Tisch. Eine Turnlehre für das Jugendturnen. Leipzig 1929.
- Brauchtum, Zeichen, Gruß und Tracht. In: Das Buch der Turnerjugend. Moeck, Celle 1930.
- Kasper löst das Arbeitslosenproblem. Ein Puppenspiel. Berlin 1930.
- (mit Rolf Bongs und Johannes Vogel) (Hrsg.): Leib und Leben. Wittingen 1933.
- Singend wollen wir marschieren … Liederbuch des Reichsarbeitsdienstes. Im Auftrage des Reichsarbeitsführers herausgegeben von Thilo Scheller[,] Oberstfeldmeister in der Reichsleitung des Reichsarbeitsdienstes. Zweite, veränderte Auflage. „Der nationale Aufbau“ Verlag, Leipzig [1937].[2]
- Die Heimholung des Feuers. (Deutsche Volkskunde Band 1). Berlin 1939, S. 293–297.
- Flucht aus polnischen Gefängnissen. Berlin 1940.
- Kanonen über Hummelstedt. Berlin 1943.